# Tanja Frieden
Tanja Frieden (Berna, 6 febbraio 1976) è un'ex snowboarder svizzera.

## Biografia

### Olimpiadi di Torino 2006
Durante la finale di snowboard cross ai Giochi olimpici di Torino 2006, l'americana Lindsey Jacobellis, apprestandosi a concludere la gara con 43 metri di vantaggio (equivalenti a tre secondi) sulla Frieden, eseguì un'acrobazia durante il penultimo salto, ma atterrò male e cadde. La Frieden riuscì a sorpassarla e a vincere la medaglia d'oro, mentre la Jacobellis, rialzatasi, ottenne l'argento. Alle interviste televisive la Jacobellis inizialmente dichiarò che l'acrobazia era stata compiuta per mantenere la stabilità, ma in seguito ammise che non era necessaria.
La Frieden non poté difendere il proprio titolo ai Giochi olimpici di Vancouver 2010 a causa di un infortunio al tendine d'Achille. Si ritirò quello stesso anno.

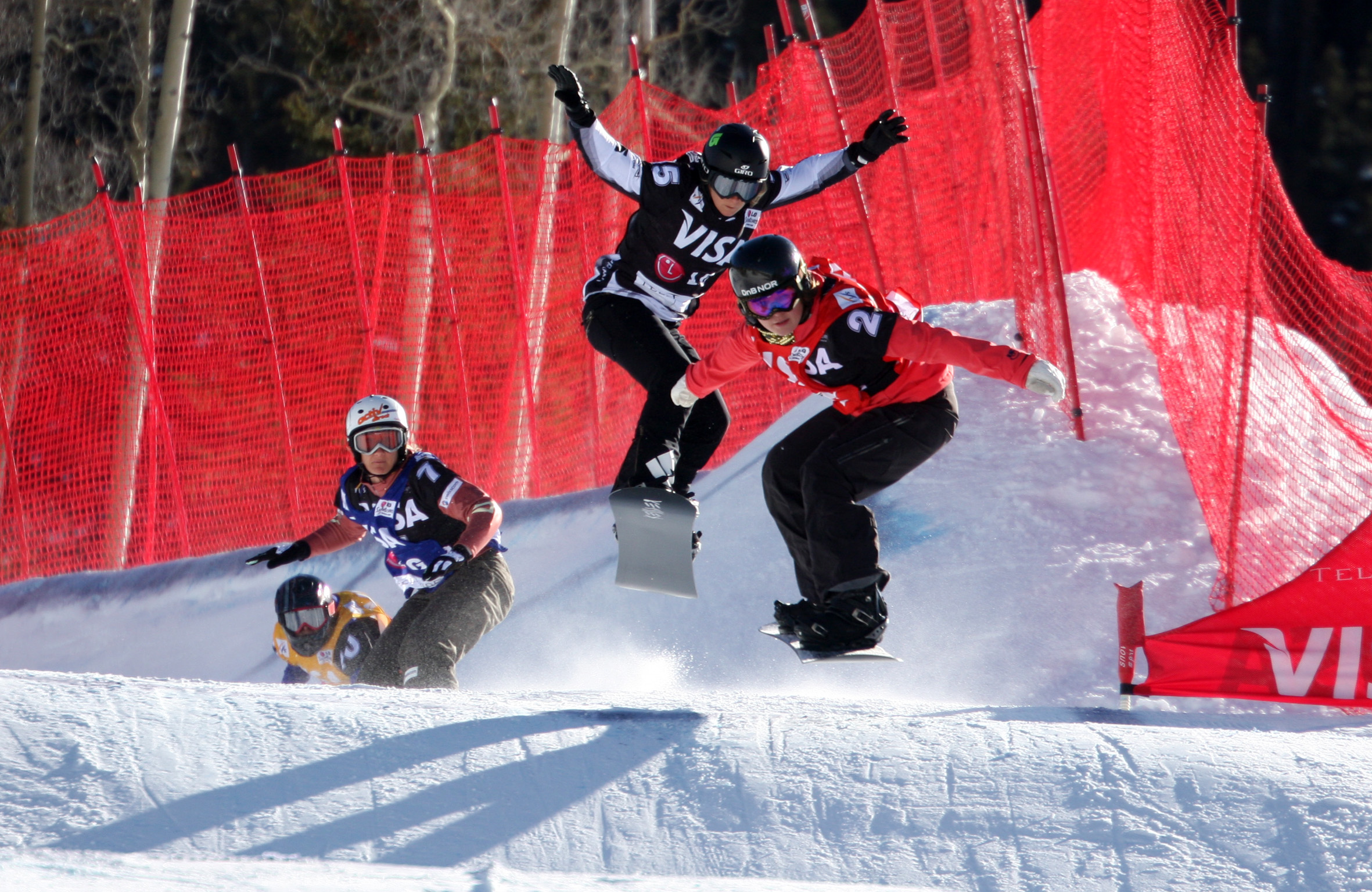
La Frieden (numero 5) in gara nel 2009

## Palmarès

### Olimpiadi
- 1 medaglia:
  - 1 oro (Torino 2006 nello snowboard cross)